# リヴァルタ・ボルミダ
リヴァルタ・ボルミダ（伊: Rivalta Bormida）は、イタリア共和国ピエモンテ州アレッサンドリア県にある、人口約1,400人の基礎自治体（コムーネ）。

## 地理

### 位置・広がり
| 隣接するコムーネは以下の通り。 - カッシーネ - カステルヌオーヴォ・ボルミダ - モンタルド・ボルミダ - オルサーラ・ボルミダ - セッツァーディオ - ストレーヴィ |

### 地震分類
イタリアの地震リスク階級 (it) では、3 に分類される
。